# Helmer
Helmer er et drengenavn, der stammer fra oldhøjtysk Heilmar; heil betyder "hel" og mar beyder "berømt". Navnet har også varianten Helmar. Navnet bruges ikke ret meget i Danmark i nutiden, idet kun omkring 500 danskere bærer en af varianterne ifølge Danmarks Statistik. Navnet anvendes også som efternavn, ligeledes i meget begrænset omfang.
Navnet Hjalmar har muligvis forbindelse til Helmer.

## Kendte personer med navnet

### Fornavn
- Helmer Hanssen, norsk polarforsker.

### Efternavn
- Finn Helmer, dansk iværksætter.
- Lone Helmer, dansk skuespiller.
- Thomas Helmer, tysk fodboldspiller.

## Navnet anvendt i fiktion
- Helmer & Søn er en dansk Oscar-nomineret kortfilm fra 2006.